# Søllerød
Søllerød est une ancienne municipalité, aujourd'hui rattachée à Rudersdal, dans la région de Hovedstaden, au nord-est de l'île de Sjælland, au Danemark.

## Histoire
Edvard Grieg y a composé en 1868 son Concerto pour piano en la mineur.

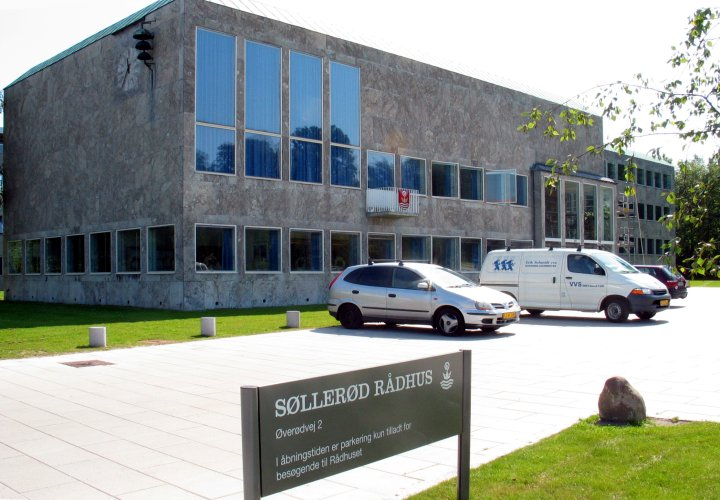
Mairie (Rådhus) de Søllerød